# 映像体験!イッキ見シアター
『映像体験!イッキ見シアター』（えいぞうたいけんいっきみシアター）は、2010年12月30日の17:00〜18:00（JST）に関西テレビで関西ローカルとして放送されたバラエティ番組である。ハイビジョン制作。関東では2011年4月21日にフジテレビにて放送された。
第2回が2011年5月1日の16:05〜17:20（JST）に関西テレビ・フジテレビ系列全国ネットで放送された。同日蛍原徹は『競馬beat』（この日は『BSフジ競馬中継』でも同時放送した）にゲスト出演したため、西日本地区では14:35から蛍原が続けて登場したことにもなる。また、同番組のエンディングでもこの番組の告知テロップが表記された。

## 番組概要
「時間がなくてドラマが見られない」「時間がなくて小説が読めない」「時間がなくて旅行に行けない」など、多忙を極める現代人のために、短い時間でさまざまな情報をまとめた「早送りイッキ見VTR」を提案する時間短縮・雑学・プレゼンバラエティ番組。司会の雨上がり決死隊進行のもと、若手芸人たちがそれぞれ一押しのVTRをスタジオに招いた多忙なゲストたちに対決方式でプレゼンする。

## 出演者

### MC
- 雨上がり決死隊（蛍原徹、宮迫博之）

### プレゼンター
- 後藤輝基（フットボールアワー、第1,2回）
- 高橋茂雄（サバンナ）
- ケンドーコバヤシ（第3回）

### ゲスト

#### 第1回
- シルク
- 中野裕太
- 道重さゆみ

#### 第2回
- あき竹城
- 本村健太郎（弁護士）
- 神戸蘭子

#### 第3回
- 関根勤
- 宮崎美子
- ビビる大木
- 北乃きい
- IKKO
- ローラ

### ロケVTR出演

#### 第1回
- 山田大介（ストリーク）
- 吉本峰之（ストリーク）
- 手島優
- ムーディ勝山

#### 第2回
- 千原せいじ（千原兄弟）
- 片山右京
- 森三中（黒沢かずこ・村上知子・大島美幸）
- ペナルティ（ヒデ・ワッキー）
- 彦摩呂
- たんぽぽ（川村エミコ・白鳥久美子）
- 水木一郎
- ゆうたろう
- 歴代ミス日本グランプリ受賞者（選抜10人がインタビューに答えるが、それが放送されたのは5人）

#### 第3回
- 千原せいじ（千原兄弟）
- 片山右京
- デヴィ・スカルノ夫人
- 川田広樹（ガレッジセール）
- インパルス（堤下敦・板倉俊之）
- 重盛さと美
- くまだまさし

### ナレーター
- たくませいこ（第1回）
- 垂木勉（第2回）
- 佐々木愛（第2回）
- 真地勇志（第3回）
- 川津泰彦（第3回）

## イッキ見VTR内容（プレゼン順）

### 第1回
- 2010年紅白歌合戦
  - この年の第61回NHK紅白歌合戦を翌日に控え、その出演歌手とその発表楽曲を一気に紹介したもの。
- 韓流スターのファンミーティング
  - 日本人の特に主婦層に圧倒的な人気を誇るある韓流スターのファンの集いに潜入
- 激安航空の旅
- はとバスの東京1日コース
  - 都内観光で最も人気があるとされているはとバスの都内観光ツアーを紹介
- 腸内カプセル映像
- ムーディ奇跡の瞬間
- ネットのメイク画像
- ミシュラン三つ星の料亭
- AKB48劇場ライブ
- 松崎しげるディナーショー

### 第2回
- 世界一周豪華客船の旅
  - 客船の中で、iPodやニンテンドーDSなどが1000円自動販売機で購入できるというものが紹介された。
- ボクシングジムでの減量メニューを使ったダイエット法
- 歴代ミス日本グランプリ
  - 2011年の第2期・第43回から、1950年の第1回までをさかのぼって受賞した方々を紹介[1]し、また一部受賞者の方々は受賞当時のたすき・ティアラをつけてもらい、近況インタビューを行った。詳細は当該項参照。
- デアゴスティーニ「太陽系をつくる」を完成させるまで
  - 分冊キット雑誌「太陽系を作る」の2年間分の付録模型を完成させるまでのドキュメント
- 高須クリニックの美容整形
- トヨタ・プリウスをガソリン満タンの状態でどこまで走れるか
  - ガソリンと電気自動車を併用するプリウスで東京から西へどこまで向かえるかの耐久テスト

1. ↑  放送ではテロップに「全43人」としていたが、実際は2連覇が第2期に2名いたので、「42人」が正しい。しかし、玉井美香（のちの叶美香）（1988年グランプリ）は写真・インタビューを含め登場しておらず、実際に登場したのは「41人」だった。

### 第3回
- 餃子の王将の日本一の売り上げを誇る店
- 津軽産高級マグロの流通
  - 津軽での水揚げから市場取引、そして店頭に並ぶまでを密着
- 全国各都道府県のご当地NO1グルメ
  - これを重盛さと美とインパルスが全部食い尽くしてしまうというもの。関西テレビ製作だが、収録スタジオの関係で東京近県のご当地アンテナショップ、ない場合はお取り寄せで仕入れたご当地グルメを平らげた。
- 北海道から鹿児島までタクシー日本縦断でいくらかかるか
  - 片山右京、デヴィ夫人らが北海道から鹿児島までの日本列島を南に縦断しながらタクシーの旅を楽しむというもの
- 世界最大の豪華客船のカリブ海クルーズ
  - カリブ海の7泊8日のクルーズに密着したもの
- チャン・グンソク追っかけ主婦
- 巨大熊の防具スーツ開発20年

## スタッフ
第3回
- 構成：堀田延、武田郁之輔、塩野智章、西村耕平、八代丈寛、ヒロハラノブヒコ、石原大二郎
- リサーチ：ビスポ、ジャパンフッテージ、フルタイム
- TP：深谷高史
- SW：横山政照
- CAM：小池悟志
- VE：水野博道
- MIX：小清水健治
- LD：平井治雄
- 美術プロデューサー：松沢由之
- デザイン：飯塚洋行
- 美術進行：伊藤則緒
- 技術協力：スウィッシュ・ジャパン、麻布プラザ、チップトップ、ニューテレス、CRAZY TV、Thee BLUEBEAT
- 美術協力：フジアール
- 編集：池田博俊
- MA：中尾和博（第1,3回）
- 音響効果：岡沢秀二
- 観客：ビープス
- 宣伝：前田香久・宮木佐和子（KTV）
- スタッフ協力：オフィスクライン、ステイチューンド、ビアーズ、スナッチ
- 制作進行：須ノ内友恵、川島道子
- AP：尾上太基（KTV）、城下拓也（よしもとクリエイティブ・エージェンシー）
- 制作プロデューサー：加茂忠夫（オフィスクライン）
- ディレクター：田村育（シオプロ）、山本健太郎、山本カンスケ・島田健作・杉浦伸男（オフィスクライン）、丹野樹史（ビアーズ）、磯野裕介、近藤創・児山昌平（スナッチ）、田川裕也（バックアップメディア）
- 演出：高橋敬治（ウイッシュカンパニー）
- プロデューサー：西澤宏隆・南知宏（KTV）、山田貢（よしもとクリエイティブ・エージェンシー）、礒田裕子（バックアップメディア）
- 制作協力：吉本興業、バックアップメディア
- 製作著作：関西テレビ

### 過去のスタッフ
- プロデューサー：遠藤周子（よしもとクリエイティブ・エージェンシー、第1回）
- AP：高畑正和・荒木隆宏（よしもとクリエイティブ・エージェンシー、共に第2回）
- 演出：田場兼司（ファクト、第1回）
- ディレクター
  - （第1回）：小紫弘三（バックアップメディア）、山中豪・斉藤克央・田口龍（ファクト）、陣川友裕（スナッチ）
  - （第2回）：近藤兵衛（KTV）、田中竜登、小山田励、阿部裕一郎
- AD
  - （第1回）：宮道陽介、渡辺康史
  - （第2回）：東村文弥、近藤拓也
- 制作進行：泉亜希子（第1,2回）
- 構成：大塚博信（第1回）、吉田聡（第1回）
- リサーチ：林裕一・田澤裕太（ビスポ、共に第1,2回）
- カメラ：大尾庸介（第1回）、吉岡和美（第1回）、神尾淳（第2回）
- VE：粕谷弘樹（第2回）
- 音声：鈴木佳代子（第1回）、後藤龍幸（第2回）
- 照明：中嶋留威（第1回）
- 編集：小澤章二（第1回）、瀧川賢一（第2回）
- MA：日吉寛（第2回）
- ヘアメイク：南姫
- 宣伝：岡崎真由美（KTV、第1回）、和田由美・栄川歩美（KTV、共に第2回）
- 撮影協力
  - （第1回）：東京女子医科大学病院、ギブン・イメージング、キネカ大森
  - （第2回）：オークラランド住宅公園
- 技術協力：トラッシュ（第1,2回）、光学堂（第1回）、ティ・ピー・ブレーン（第2回）
- スタッフ協力：ファクト（第1,2回）